# Metacharis agrius
Metacharis agrius är en fjärilsart som beskrevs av Johan Wilhelm Dalman 1823. Metacharis agrius ingår i släktet Metacharis och familjen Riodinidae. Inga underarter finns listade i Catalogue of Life.